# Panama Limited Jug Band
Panama Limited Jug Band war eine britische Rockband Ende der 1960er und Anfang der 1970er Jahre.
Die Band gehörte zur Bluesszene im Londoner Stadtbezirk Richmond, Heimat des Crawdaddy Clubs. Bandmitglieder waren Denis Parker (Gesang), Gary Compton (Mundharmonika), Brian Strachan (Gitarre), Liz Hann (Gesang), Pete Hozzell (Gesang), Ron Needs (Mandoline) und Anne Matthews (Gesang). Der Bandname stammt aus einem Song von Bukka White aus dem Jahre 1930.
Zunächst spielten sie Blues-orientierte Musik im Stil einer Jugband; dies ist zu hören auf ihrem ersten Album Panama Limited Jug Band von 1969. Das zweite Album Indian Summer erschien 1970 unter dem verkürzten Bandnamen „Panama Ltd“ und wird eher mit der progressiven Musik von Captain Beefheart verglichen. Liz Hann hatte die Band verlassen und war durch Anne Matthews ersetzt worden.

## Diskografie

### Alben
- 1969: Panama Limited Jug Band (Harvest SHVL 753)
- 1970: Indian Summer (Harvest SHVL 779)

### Singles
- 1969: Lady of Shallott / Future Blues (Harvest HAR 5010)
- 1970: Round and Round / Rotting Wooden in a White Collar's Grave (Harvest HAR 5022)